# Team di sviluppo
Il team di sviluppo (in lingua inglese Development Team) è una squadra di persone che sviluppano un progetto.
Utilizzato prettamente in ambito informatico, si riferisce al gruppo di persone che supporta e sviluppa un software o un'applicazione all'interno di una società, un'associazione o un'azienda.